# Takebe Ayatari
Takebe Ayatari (建部 綾足), 1719 - 28 avril 1774, est un peintre et poète haiku japonais.

## Biographie
Takebe naît au sein d'une famille de samouraï du nord du Japon. Apparemment en raison d'une liaison avec la femme de son frère, il doit quitter son pays à l'âge de vingt ans et s'installe comme poète haïku à Edo où il se sert des pseudonyme Kasso (葛鼠), Toin (都因) et Ryōtai (涼袋). Il étudie le kokugaku auprès de Kamo no Mabuchi et la peinture chinoise du style bunjin-ga. Il est un des rares peintres à ne pas restreindre sa formation aux maîtres japonais et à suivre des cours auprès d'un peintre chinois, Fei Han-yuan.
Sous le nom de Ryōtai, il publie plusieurs volumes illustrés de gravures sur bois chinoises et de ses propres peintures. En plus de paysages dans le style chinois, il crée également de nombreux tableaux fidèles à l'esthétique haïku dans un style de peinture appelé haiga que dans ses œuvres tardives il simplifie jusqu'à quelques lignes. En 1768, il publie son roman en trois parties Nishiyama monogatari (西山物語)).